# سفارة دولة فلسطين لدى سوريا
سفارة دولة فلسطين لدى سوريا هي الممثلية الدبلوماسية العُليا لدولة فلسطين لدى سوريا، وتقع السفارة في شارع مرشد خاطر في دمشق.

## قائمة السفراء
- محمود الخالدي، شغل المنصب عام 1969 واستمر حتى وفاته في أبريل 2021.
- عماد الكردي (قائم بالأعمال) بين أبريل ومايو 2021.
- سمير الرفاعي منذ مايو 2021.